# Моя Полтава, пісня лебедина
«Моя Полтава, пісня лебедина» — пісня Раїси Кириченко.
Пісня присвячена місту Полтава.
У Полтаві проводилась авторська пішохідна екскурсія «Моя Полтава — пісня лебедина».